# 가토시
가토시(일본어: 加東市)는 일본 효고현 하리마 지방 동부에 있는 시이다. 효고현 기타하리마 현민국으로 구분되어 있다.

## 지리
효고현의 중심에서 조금 남동쪽에 있고 인접하는 자치체는 시소시, 산다시, 오노시, 미키시, 가사이시, 니시와키시이다. 동서로 주고쿠 자동차도가, 서쪽으로 JR 가코가와선과 동경 135도선이 지난다.

## 역사
- 2006년 3월 20일 - 야시로정, 다키노정, 도조정이 합병하여 시로 승격해 군명으로 가토시가 되었다.
- 2008년 4월 25일 - 시목・시화가 지정되었다.
- 2014년 11월 27일 - 긴키에서 처음으로 수화언어 조례가 통과되었다. 시행은 이듬해 4월부터이다.

## 교통

### 철도
- 서일본 여객철도 가코가와선

### 도로
- 주고쿠 자동차도
- 국도 제175호선 (일본)(일본어판)
- 국도 제372호선 (일본)(일본어판)

## 인구
2010년 국세조사 대비 인구 증감을 보면 0.55% 증가한 40,191명이며, 증감률은 현내 41개 시정 중 9위, 49개 행정구역 중 13위이다. 오노시로 통근하는 비율은 10.0%이다.
| 연도 | 인구     | ±% |
| ---- | -------- | -- |
| 1970 | 32,149명 | —  |
| 1975 | 32,410명 | —  |
| 1980 | 34,275명 | —  |
| 1985 | 36,401명 | —  |
| 1990 | 38,270명 | —  |
| 1995 | 39,743명 | —  |
| 2000 | 40,688명 | —  |
| 2005 | 39,970명 | —  |
| 2010 | 40,181명 | —  |
| 2015 | 40,310명 | —  |
| 2020 | 40,645명 | —  |